# フィリピンワシ
フィリピンワシ (Pithecophaga jefferyi) は、タカ科フィリピンワシ属に分類される鳥の一種である。本種のみでフィリピンワシ属を構成する。別名サルクイワシ。

## 分布
フィリピン（サマール島、ミンダナオ島、ルソン島、レイテ島）

## 形態
全長86 - 102センチメートル。翼長57 - 61センチメートル。翼開長188cm。尾長42 - 45センチメートル。体重4.7 - 8キログラム。全長および翼の面積は現在生存しているワシの中で最大である（体重ではオオワシやオウギワシの方が重い）。頭頂の羽毛が伸長（冠羽）する。下面は白い。尾羽は濃褐色。
嘴は大型で、色彩は黒い。
幼鳥は、背や翼の羽毛の外縁（羽縁）が白い。

## 生態
標高1,800メートル以下の斜面にあるフタバガキ類からなる一次林に生息するが、樹冠が発達した二次林でみられることもある。
ミンダナオ島では、主にフィリピンヒヨケザルを食べる。パームシベット属Paradoxurus、コウモリ類、サル類、鳥類、オオトカゲ類やヘビ類といった爬虫類なども食べる。
繁殖様式は卵生。ミンダナオ島では9 - 12月に営巣する。高木の樹上に直径150センチメートル以上の巣を作り、1個の卵を産む。産卵期は10-12月。抱卵期間は約60日。主にメスが抱卵する。雛は孵化してから23 - 24週間で巣立つが、親鳥は巣立ちしてから1年あるいは1年以上は雛の世話をする。

## 人間との関係
森林伐採による生息地の破壊、食用や飼育・展示用の乱獲などにより生息数は激減している。1975年のワシントン条約発効時から、ワシントン条約附属書Iに掲載されている。フィリピンでは財団により、調査や飼育下繁殖・啓蒙活動などの保護策が進められている。飼育個体を再導入する試みは進められているものの、2004年に放鳥された個体は9か月後に感電死してしまい、2008年に放鳥された個体は4か月後に猟師によって殺されてしまっている。2003年の報告ではミンダナオ島での生息数は82 - 223ペアと推定されている。
日本では2020年の時点でピテコファガ・イェフェリュイとして特定動物に指定され、2019年6月には愛玩目的での飼育が禁止された（2020年6月に施行）。